# Spex (Zeitschrift)
Spex war eine von 1980 bis 2018 zunächst monatlich, dann zweimonatlich erscheinende Musik- und Popkulturzeitschrift aus Köln und Berlin. Bis 2020 wurde sie als Online-Magazin fortgeführt. Schwerpunktmäßig befasste sich die Zeitschrift mit Themen und Werken aus dem subkulturellen Bereich.

## Geschichte

### Gründungsphase (1980–1982)

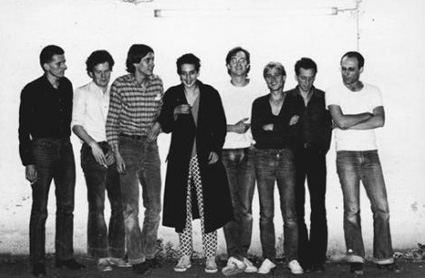
Gruppenfoto der Spex-Gründer, August 1980 (Siegfried Syniuga, Gerald Hündgen, Wolfgang Burat, Clara Drechsler, Christoph Pracht, Bernhard Schaub, Peter Bömmels, Wilfried Rütten)

Im September 1980 brachte ein Herausgeberkollektiv um Peter Bömmels, Wolfgang Burat, Clara Drechsler, Gerald Hündgen, Christoph Pracht, Dirk Scheuring und Wilfried Rütten in Köln die erste Nummer der Zeitschrift Spex heraus. Zuerst sollte sie 555 heißen, wurde dann aber doch nach der englischen Punk-Band X-Ray Spex benannt. Von den zahlreichen Fanzines der damaligen Zeit unterschied sich das großformatige Heft dadurch, dass es nicht kopiert, sondern gedruckt war und über einen Grossisten nicht nur in Independent-Plattenläden, sondern auch an Bahnhöfen verkauft wurde. Die erste Phase des Heftes war bestimmt durch die kulturelle Aufbruchstimmung von Punk und New Wave. Trotz der sachkenntnisreichen Berichterstattung zeichneten sich die Texte der Autoren durch ihre persönliche, bewusst unprofessionelle Handschrift aus. Christoph Twickel, der später selbst für Spex schrieb, umriss den Stil in seiner Abschiedseloge auf SPON so: „Der Mehrheit mag es so vorgekommen sein, als schrieben hier Eingeweihte bloß für ihresgleichen. Treffender ist die Formulierung, die Spex-Mitgründerin Clara Drechsler in der jetzt erschienenen letzten gedruckten Ausgabe wählt. Man habe eben ‚nicht als Außenstehende‘ über Popkultur schreiben wollen. Das war in den Achtzigern in der Tat das, womit sich die Spex-Redaktion von dem traktathaften, belehrend-objektivierenden Stil des Siebzigerjahre-Rockjournalismus absetzte.“

### Stilbildung (1983–1992)
Nach dem Ende der Musikzeitschrift Sounds entwickelte sich die Spex zur führenden deutschsprachigen subkulturell orientierten Musikzeitschrift. Spex entdeckte häufig Trends, so dass andere Medien Themen und Diskussionen der Zeitschrift aufgriffen. In der Spex erschien beispielsweise im November 1983 einer der ersten deutschsprachigen Berichte über Madonna. Wichtige Autoren von Sounds (wie Diedrich und Detlef Diederichsen, Andreas Banaski, Michael Ruff, Xao Seffcheque und Olaf Dante Marx) wechselten zur Spex, wodurch das Magazin literarisch und theoretisch aufblühte. Diedrich Diederichsen wirkte von 1985 bis 1990 als Chefredakteur; als Mitherausgeber stieg er 1988 ein und blieb es bis 2000. Das Konzept, eine Redaktion nur so weit zu bilden, dass für die Autoren kaum Einschränkungen entstehen, führte zu einer beispielgebenden Mischung von Essays, Artikeln und subjektiven Schreibweisen. Damit wirkte Spex auch stilbildend im Bereich der Popliteratur. Prägende Autoren der Spex waren u. a. auch Ralf Niemczyk (auch Redaktion und Mitherausgeber), Lothar Gorris (Redakteur von 1985–1989 und Mitherausgeber), Hans Nieswandt (Redakteur von 1990–1993), Sebastian Zabel (auch Redaktion), Manfred Hermes, Harald Hellmann, Markus Heidingsfelder, Mark Sikora, Olaf Karnik und Jutta Koether (langjährige Redakteurin und Mitherausgeberin von 1985 bis 2000). Auch Rainald Goetz und Joachim Lottmann veröffentlichten Texte in der Spex. Gestalterisch prägte Christoph Pracht (Inhaber der CCCP Werbeagentur) das Magazin mit einem klar gegliederten Layout. 1988 waren drei Spex-Autoren an der Gründung des „Rave Club“ auf dem Kölner Hohenzollernring beteiligt.

### Cultural Studies (1993–1999)
Nachdem das Magazin seinen Untertitel von „Musik zur Zeit“ in „Magazin für Popkultur“ geändert hatte, wurde es politischer und griff zunehmend weniger musikalische als akademische Trends auf. Vor allem die Namen der Spex-Autoren Mark Terkessidis (Redakteur von 1992–1994), Tom Holert (Redakteur und Mitherausgeber von 1996–1999), Sandra und Kerstin Grether und schließlich Dietmar Dath (Chefredakteur von 1998–2000) standen in dieser Zeit für die sogenannte „Poplinke“. Von 1993 bis 1998 leitete Christoph Gurk das Blatt als Chefredakteur. 1995 trat Wolfgang Tillmans als Mitherausgeber hinzu. Weitere prägende Autoren in diesem Zeitraum waren u. a. Marcel Beyer, Christian Storms, Christoph Twickel, Lars Brinkmann, Oliver von Felbert und Tobias Nagl.
Gegen Ende der 1990er Jahre begann sich eine Krise abzuzeichnen, die sowohl finanzieller Natur war wie auch die inhaltliche Ausrichtung des Blattes betraf. Die sich unterschiedlich entwickelnden Szenen und Gruppierungen der Leserschaft fanden sich in den Artikeln der Spex immer weniger wieder. Aber auch neue, teilweise gratis angebotene Alternativ-Publikationen führten zu einem Auflagenrückgang bei der Spex. Dietmar Dath verarbeitet diese Phase der Zeitschrift in seinem Roman Phonon oder Staat ohne Namen.

### Piranha Media und Uwe Viehmann (2000–2006)
Zum Jahreswechsel 1999/2000 wurde die Spex Verlagsgesellschaft an Piranha Media veräußert. Damit endete auch die bis dahin praktizierte Selbstherausgeberschaft. Der Geschäftsführer von Piranha Media, der Münchner Verleger Alexander Lacher, wurde zum Herausgeber der Zeitschrift. Lacher machte die Integration einer Modestrecke zur Bedingung für eine Fortführung des Titels. Ein Großteil der alten Mitarbeiter verließ nach der Übernahme das Blatt. Uwe Viehmann wurde zum Chefredakteur ernannt und richtete die Spex anhand der geänderten Marktbedingungen aus. Die Spex wurde von nun an durchgängig vierfarbig gedruckt. Als Zugabe zum Heft wurde in den ersten beiden Jahren eine CD-ROM beigelegt, später eine Audio-CD mit einer Zusammenstellung von Artikel-bezogenen Musikstücken. Spex wurde in diesem Zeitraum auf der einen Seite eine unkritische Haltung gegenüber der Werbe- und Musikindustrie vorgeworfen, andererseits wurden der neue Kurs und die Qualität der Zeitschrift aber auch durch diverse Preise und Auszeichnungen bestätigt (LeadAward und ADC Award). Prägende Autoren dieser Phase waren unter anderem Tino Hanekamp, Tim Stüttgen und Hanno Stecher.

### Berliner Redaktion (seit 2007)
Ein von der Verlagsleitung angestrebter Umzug von Köln nach Berlin scheiterte im Sommer 2006 vorläufig am Widerstand der Redaktion. Zum Jahreswechsel 2006/2007 wurde der Umzug allerdings vollzogen. Die komplette Redaktion inklusive Chefredakteur Uwe Viehmann stellte sich gegen den Umzug und wurde daraufhin von der Verlagsleitung entlassen. Die Standortverlegung und die damit einhergehende Auflösung der Spex-Redaktion wurde von einer Reihe von sehr kritischen Reaktionen und Stellungnahmen in der publizistischen Öffentlichkeit begleitet.
Max Dax übernahm als neuer Chefredakteur die Leitung des Objekts; in der Märzausgabe 2007 stellte er sich der Leserschaft vor. Die Erscheinungsweise des Magazins wurde von elf Ausgaben pro Jahr auf eine zweimonatliche Veröffentlichung umgestellt. Anknüpfend an die Blütezeit der Zeitschrift sollten sich mit ihrer Hilfe wieder Debatten entwickeln können. Unter der neuen Leitung wurden ausführliche Interviews abgedruckt, die erzählerische Dimension der Artikel entfaltete sich auf mehr Raum – aber auch visuelle Aspekte wie ausführliche „schräge“ Modestrecken, großformatige Fotos und klar gegliederte Gestaltung wurden betont. In theoretischer Hinsicht verfolgte das Blatt nunmehr einen pragmatisch-kritischen Ansatz. Fragen nach sozio-kultureller Veränderung und Verantwortungsbewusstsein wurden beispielsweise in der Artikelserie „Digitale Evolution“ erörtert. Künstlerische Schwerpunkte lagen im Bereich Avantgarde und zeitgenössischer Kunst. Als prägende Autoren traten u. a. in Erscheinung: Robert Defcon, Jens Balzer, Klaus Theweleit, Oskar Piegsa, Martin Hossbach, Gunnar Klack, Aram Lintzel, Kito Nedo, Dominikus Müller sowie die Redaktionsmitglieder Jan Kedves und Wibke Wetzker.
Im Oktober 2010 wurden Jan Kedves und Wibke Wetzker in die Chefredaktion der Zeitschrift berufen, nachdem Max Dax seinen Posten aufgegeben hatte. Im April 2012 übernahm Torsten Groß (Redakteur des Rolling Stone) die Position des Chefredakteurs. Komplettiert wurde die Redaktion von Arno Raffeiner, Annika Reith, Thomas Vorreyer, Daniel Gerhardt sowie Jennifer Beck als Onlineredakteurin. 2013 veröffentlichten der ehemalige Chefredakteur Dax und die Journalistin Anne Waak ein Buch mit Texten aus 33 1/3 Jahren Spex, die die Veränderung der Sprache des Musikjournalismus dokumentieren sollten. Anfang 2016 übernahm Arno Raffeiner die Chefredaktion von Torsten Groß. Im Juni 2016 stieß Dennis Pohl zur Redaktion.

### Einstellung der Printausgabe (2018)
In Ausgabe 383 vom 15. Oktober 2018 gab Chefredakteur Daniel Gerhardt die Einstellung der Printausgabe bekannt. Die letzte Ausgabe, Bye SPEX! What’s next? (Nr. 384, Januar/Februar 2019), erschien am 27. Dezember 2018.
In einem Online-Nachruf bei Die Zeit fasste Georg Seeßlen, selbst Spex-Autor, die Entwicklung und die veränderte Bedeutung der Zeitschrift zusammen: „Pop, Mode, Musik und auch Kunst im Zustand der Erfahrung, des Experiments, des fundamentalen Hier und Jetzt. Dass die Zeitschrift nach der Band X-Ray Spex mit der grandiosen Poly Styrene als Mittelpunkt benannt war, tat ein Übriges: Spex handelte nicht von Punk und New Wave, Spex war Punk und New Wave“, beschreibt er die Anfänge. „Von der Musik zur Zeit ging der Weg zum Magazin der Popkultur. Das bedeutete unter anderem, nicht mehr so selbstverständlich ‚drin‘ zu sein, sondern einen politischen, theoretischen, ‚linken‘ Ansatz zu verfolgen, der mit einer ungeheuren Differenzierung im Patchwork der musikalischen, ästhetischen und diskursiven Szenen und Subszenen, mit dem Verlust einer verlässlichen Bewegung ins Morgen fertigwerden muss.“ In der Berliner Zeitung bedauerte Markus Schneider: „Mit der Spex-Einstellung geht ein Stück Jugend dahin.“ Als „einflussreichste deutsche Zeitschrift für Popkultur-Belange“ würdigte der Spiegel das Magazin. Das letzte Heft stimme die Leser melancholisch: „weil es eben auch noch einmal eine Meldung aus einer Ära ist, als Pop mehr war als nur gute Musik.“
Einen kritischen Rückblick schrieben die früheren Spex-Autorinnen Kerstin und Sandra Grether angesichts des vorherrschenden Sexismus im Musikjournalismus, der auch bei der Spex zu finden gewesen sei: „Als wir von Leserinnen zu Autorinnen geworden waren, galt: Wenn nicht gerade eine von uns beiden einen Artikel über Musikerinnen aus Deutschland schrieb, wurden diese meistens ignoriert – und mit ihnen eine stetig wachsende lokale Szene aus Indierock Acts von Frauen, Queers und trans* Frauen. Immer waren es die deutschsingenden männlichen Indierock-Acts, anhand derer die Geschichte der Zeitschrift erzählt wird – bis man nicht mehr wusste, ob Tocotronic die Spex erfunden hat oder die Spex Blumfeld. In der gesamten 38-jährigen Geschichte waren nur sieben Mal weibliche Musikerinnen [sic] aus Deutschland auf dem Cover der Zeitschrift, wir haben nachgezählt.“ Diedrich Diederichsen verabschiedete das Blatt mit Impressionen aus dem Redaktionsalltag während seiner Zeit als Redakteur.
Seit Februar 2019 wurde Spex unter Chefredakteur Dennis Pohl als Online-Magazin weitergeführt. Das digitale Spex-Abo kostete 15 Euro und enthielt den Zugriff auf das digitalisierte Spex-Archiv mit allen Ausgaben aus den vergangenen 38 Jahren.

### Einstellung des Betriebs (2020)
Im Juni 2020 meldete Deutschlandfunk Kultur, der gesamten verbliebenen Redaktion werde zum Monatsende gekündigt. Auf der Website informierte der Verlag im August des Jahres darüber, dass man den Betrieb „bis auf weiteres“ einstelle, da die Werbeeinnahmen durch die Covid-19-Pandemie weggebrochen seien und die Existenz des Verlages nicht gefährdet werden solle. Einen möglichen Neustart wolle man nicht versprechen.

## Auflage
Die Spex hatte in ihren letzten Print-Jahren erheblich an Auflage eingebüßt. Diese betrug 2014 zuletzt 15.584 Exemplare; danach wurden der IVW keine Zahlen mehr gemeldet. Das entspricht einem Rückgang von 6319 Stück gegenüber 2004.
| 1998  | 1999 | 2000  | 2001  | 2002  | 2003  | 2004  | 2005  | 2006  | 2007  | 2008  | 2009  | 2010  | 2011  | 2012  | 2013  | 2014  | 2015 | 2016 | 2017 | 2018 | 2019 | 2020 | 2021 | 2022 | 2023 | 2024 |
| ----- | ---- | ----- | ----- | ----- | ----- | ----- | ----- | ----- | ----- | ----- | ----- | ----- | ----- | ----- | ----- | ----- | ---- | ---- | ---- | ---- | ---- | ---- | ---- | ---- | ---- | ---- |
| 13708 |      | 14500 | 15161 | 17665 | 17548 | 21903 | 19429 | 16556 | 20077 | 20828 | 19364 | 17197 | 17799 | 17080 | 12068 | 15584 |      |      |      |      |      |      |      |      |      |      |